# When Your Heartache is Over
"When Your Heartache is Over" är en sång skriven av Norell Oson Bard och utgavs ursprungligen av Håkansson, Hansson, Norell & Ekman på en singel 1989. En alternativ, akustisk version inkluderades som b-sida.
En nyinspelning gjordes 1990 med Jerry Williams tillsammans med The Boppers som utgavs som b-sida till singeln Who's Gonna Follow You Home samt som bonusspår på albumet Live på Börsen.
1992 gav Grönwalls ut "För den kärlek jag känner", med text på svenska skriven av Keith Almgren, på singel och på albumet "Du har det där". "För den kärlek jag känner" testades till Svensktoppen 1992 (8 november) utan att placera sig på listan. 